# Hidulf von Lobbes
Hidulf von Lobbes (auch Hildulf, Hildulph auch Hidulf von Lothringen oder Hidulf von Hennegau; * im 6. Jahrhundert; † 23. Juni wahrscheinlich 707) war der Ehemann von Aya von Mons, die zusammen in der katholischen Kirche als Heilige verehrt werden. Sie sind beide besonders für ihre Fürsorge für die Armen bekannt. Sein Gedenktag wird am 23. Juni gefeiert.

## Leben
Hidulf war als Graf von Hainaut Teil des Kreises der fränkischen Adeligen, die sich um den Hausmeier Pippin den Mittleren versammelten. Er war ein großzügiger Gönner von Klöstern und wurde bekannt für seine großzügige Wohltätigkeit gegenüber den Armen. Seine Frau und er verschenkten ihre Besitzungen, um Klöster und Kirchen zu bauen und lebten dabei ein vorbildliches christliches Leben. Laut einigen Chronisten lebten sie in einer jungfräulichen Ehe.
Im Alter wurde er mit dem Einverständnis seiner Ehefrau Aya ein Ordensmann der Benediktiner. Er trat in die Benediktinerabtei von Lobbes ein, die er zuvor zusammen mit Ursmar von Lobbes und Landelin von Crespin gegründet hatte. Dort starb er am 23. Juni um das Jahr 707.

## Verehrung
Seine Reliquien wurden am 4. April 1409 von Lobbes nach Binche übertragen, wo sie sich noch heute befinden. Über seine Heiligsprechung ist nichts bekannt. Sein Gedenktag wird in der katholischen Kirche am 23. Juni begangen. Das Gedenken seiner ebenfalls heiliggesprochenen Frau Aya fällt auf den 18. April.
Sein Grabstein in Lobbes trägt die Aufschrift „Herzog von Lobium“.